# Iglesia de San Andrés (Villanueva del Arzobispo)
La iglesia de San Andrés de Villanueva del Arzobispo se ubica en el centro histórico de esta localidad de la provincia de Jaén. El actual templo, datado hacia el siglo XVI, fue levantado sobre otro anterior que hubo de ocupar el patio de armas de la fortaleza medieval, de la que aún hoy se conservan dos de las cuatro torres originarias, adosadas a la fábrica del templo. Este conjunto edilicio sintetiza a la perfección la arquitectura militar y religiosa.

## Descripción
La actual iglesia de San Andrés se mandó construir en el siglo XVI, al parecer, sobre otro templo anterior dedicado a la misma advocación y que posiblemente ocupara el patio de armas de la antigua fortaleza medieval. La nueva iglesia se levantó entre los restos de las cuatro torres del castillo, de las cuales solo se conservan dos, en la fachada occidental del templo, habiendo desaparecido las restantes en la década de 1920.
La construcción es resultado de un dilatado proceso de cronología bastante imprecisa, dada la ausencia de fuentes documentales directas. El escudo de Sancho Dávila y Toledo, Obispo de la diócesis entre 1600 y 1615, inserto en la clave del arco de la portada principal, y la inscripción de una desaparecida campana en la que podía leerse el año 1629, nos ayuda a fechar el inicio de las obras de la nueva iglesia de San Andrés. En 1652 el maestro mayor de obras, Juan Alonso de Bex, o de Beas, concierta con el visitador general del obispado la reanudación de las obras que debieron de perdurar al menos hasta 1689, según se desprende de la leyenda.
El edificio responde a la tipología de iglesia con planta de cruz latina de una sola nave, con capillas-hornacinas en los laterales (cuatro a cada lado), crucero y coro dispuesto a los pies. El interior del templo se cubre por una bóveda de cañón con lunetos, en los que se insertan ventanas adinteladas. Las capillas-hornacinas laterales, dispuestas entre los estribos interiores, se abren a la nave principal mediante arcos de medio punto sencillos con la imposta marcada, y sobre los cuales se resuelve una cornisa que recorre el templo de forma ininterrumpida.
El crucero, escasamente desarrollado hacia el exterior, se define por cuatro arcos torales sobre los que descansa una cúpula de media naranja sobre pechinas decoradas con medallones, en los que se representan las figuras de los Evangelistas. 
En el brazo derecho del crucero o lado del Evangelio se abre una puerta adintelada, trabajada en cantería y fechada hacia el siglo XVIII, que comunica el templo con la antigua sacristía. Esta portada presenta una pronunciada clave con ornamento de lazo y acanto, flanqueada por pilastras, entablamento liso y frontón partido rematado por pináculos terminados en pequeñas bolas. Sobre ella se abrió, recientemente, una ventana cerrada por una artística reja de hierro forjado. A la izquierda de esta puerta encontramos un cuadro de Felipe Herreros que representa a los mártires trinitarios Villanovenses Mariano de San José y José de Jesús y María. En el lado derecho se sitúa otro cuadro del mismo autor representando al también beato villanovense Francisco de Paula Lopez Navarrete
Avanzando hacia los pies del templo, la primera capilla-hornacina del lado del Evangelio se denomina «Capilla de las Tres Avemarías», remodelada en 1928 bajo la advocación del Corazón de Jesús, y decorada con el retablo actual en la década de los cuarenta. En esta capilla se sitúa el sagrario y las reliquias del beato Francisco de Paula. 
Junto a ésta se abre una segunda portada cerrada por un cancel de madera tallada a base de cuarterones con diversos motivos vegetales correspondiente a la «Puerta Umbría». A continuación se encuentra la capilla en que se venera el grupo escultórico de la cofradía del Prendimiento con el Cristo del Amor y la Humildad al frente, obra del villanovense Miguel Ángel Calero. Podemos apreciar algunos restos de lo que fue el retablo de la antigua capilla de la Orden Tercera Franciscana, con su sede original bajo la antigua sacristía. El resto de capillas albergan otros pasos procesionales.
Frente a esta, se encuentra la capilla de las Ánimas que contiene restos de un retablo con columnas salomónicas traídas de otro lugar. En esta capilla se encuentra el titular de la cofradía de Nuestro Padre Jesús Entrando en Jerusalén, popularmente conocida como la Borriquilla. También se encuentran las imágenes de Santa Lucía y San Isidro labrador.
Volviendo hacia la cabecera donde se encuentra el altar mayor, nos encontramos, enfrentada con la puerta Umbría, la Puerta del Sol, entrada principal al templo. 
La siguiente capilla contiene un imponente retablo de mediados del siglo XVIII con tres hornacinas ocupadas, de izquierda a derecha por Nuestra Señora de los Dolores, el Nazareno y San Juan. En la misma capilla encontramos las imágenes de la Santa Mujer Verónica y el Sagrado Corazón de Jesús.
Por último se encuentra el otro brazo del Crucero donde se encuentra el grupo escultórico de la Expiración, María Santísima de la Amargura y en los altares laterales la Virgen del Carmen.
En el siglo XVIII, tras un período de paralización de las obras, se reanudarán y concluirán entonces el programa decorativo de la iglesia, siendo instalado el magnífico retablo del altar mayor a mediados del mismo, momento en el que se fecha de igual modo la sillería del coro, la portada de piedra que hoy da acceso a la antigua sacristía, el cancel de la denominada puerta de la umbría o el lavabo de la nueva sacristía que hoy conforman el conjunto de mobiliario de la iglesia.
El retablo mayor, de estilo barroco, fue realizado hacia 1750 bajo el episcopado de Fray Benito Martín, y reformado en 1940. Estructurado en dos cuerpos y tres calles separadas por estípites sobre banco, y rematado por un pronunciado frontón semicircular presidido por la imagen de un crucificado, aún conserva, insertas en los vanos centrales del segundo cuerpo, dos pinturas originales que representan a San Juan Bautista y San Sebastián. En el primer cuerpo se insertan, igualmente, otras dos pinturas de San Pedro y San Pablo, realizadas por el artista local Moisés Bueno. El resto del retablo y siguiendo los cánones barrocos presenta una intensa decoración con temática vegetal y placas doradas.
Junto a la cabecera y empotrada en el muro sobresale una artística pila de agua del siglo XVIII con inscripción referente a la fecha de su factura.
El coro, ubicado en los pies del templo y elevado respecto a la nave principal mediante gradas, se organiza en dos pisos con 27 asientos en el alto y 18 en el bajo. Los respaldos están realizados en madera de pino tallada con motivos florales de cierta tosquedad, y la figura de San Andrés en el sitial de honor, fechado en el siglo XVIII.
La planta interior, de cruz latina, es perfectamente perceptible desde el exterior. El muro, reforzado por contrafuertes, abre portadas al norte y sur, siendo el crucero nítido al sur, mientras al norte queda parcialmente oculto por el adose de la antigua y nueva sacristía y demás dependencias parroquiales.

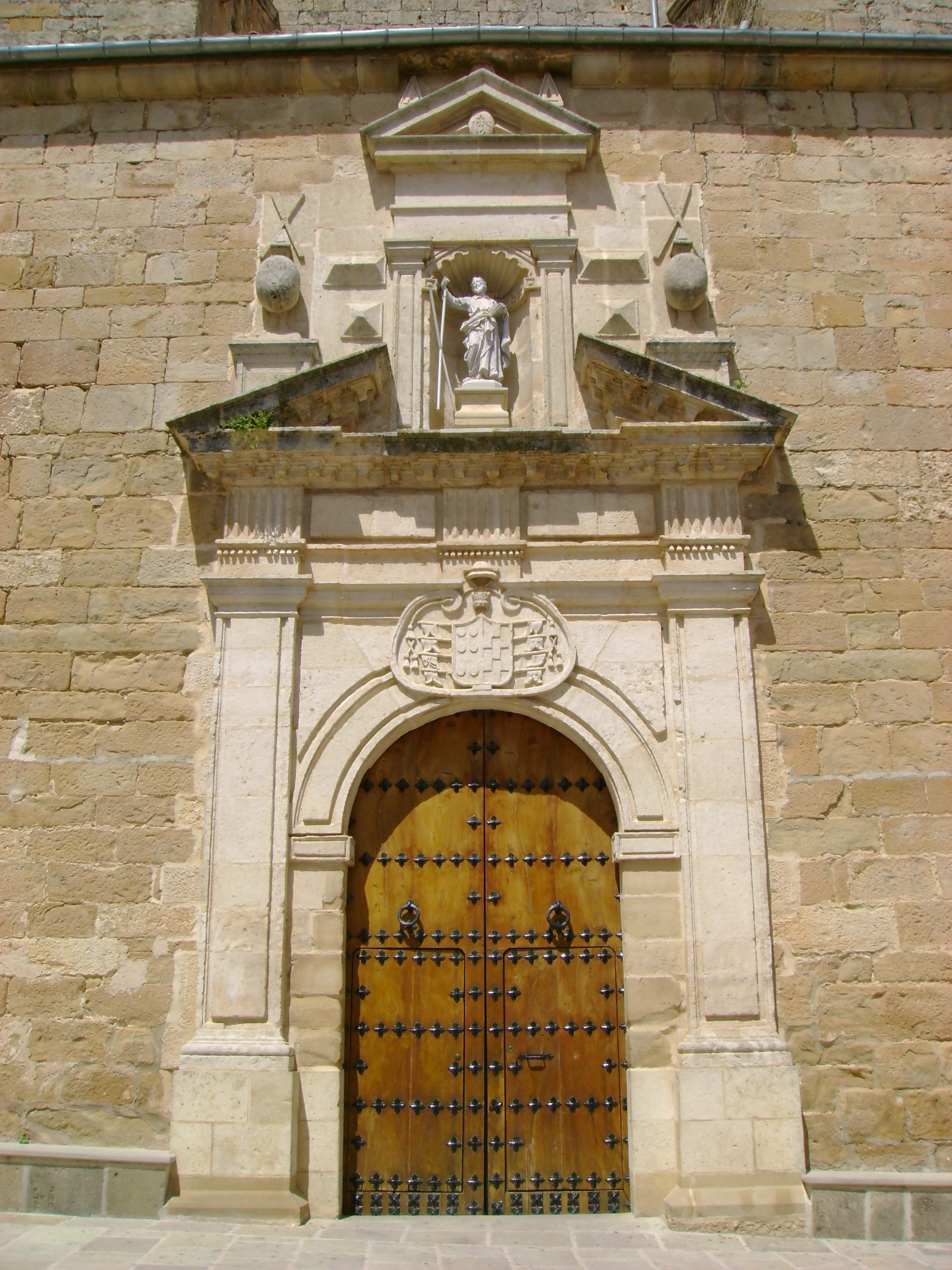
Portada principal.

La portada principal, de estilo clasicista, se abre en la fachada sur, sobre un murete de contención y dominando una placeta en la vertiente más inclinada, siguiendo las pautas trentinas en cuanto a modestia del muro perimetral en arquitectura de gran volumen y escasa ornamentación. La portada consta de arco de medio punto sobre impostas y extradós canjeado donde, a modo de clave, se dibuja un óvalo que inscribe la heráldica episcopal. Enmarcan el vano pilastras toscanas cajeadas sobre basamento, que soportan entablamento de friso compartimentado en estilizados triglifos y metopas con gotas. Sobre estos destaca un resaltado frontón triangular partido, en cuyos extremos se prolongan las pilastras y rematan en pináculo de bolas y, en placas, cruces de San Andrés. El frontón alberga una hornacina avenerada donde se ubica una escultura del santo titular sosteniendo en su diestra la cruz correspondiente.
La fachada oeste, correspondiente a los pies del templo, proyecta en alzado un rico juego de volúmenes presidido por el adose de las dos torres medievales, dominando en altura la esquinada torre-campanario entre las fachadas norte y oeste. A media altura sobresalen unas ménsulas que servían de apoyo a algún tipo de balconada y en la parte superior se abren sencillos vanos rectangulares; su planta baja es maciza, estando la primera cubierta por una bóveda de horno de mampostería, la segunda por otra de arista con nervios cruzados, y correspondiendo la última al campanario, con reciente cubierta de madera a cuatro aguas. La segunda de las torres, de características similares, se conserva solamente hasta media altura y en la que se perciben las mismas ménsulas de apoyo. Esta fachada se interrumpe por un único vano, que consiste en una ventana ligeramente apuntada y geminada adornada con un artístico rosetón.
En la fachada norte del inmueble se adosan, con gran fuerza y volumetría, las diversas dependencias parroquiales, dispuestas en varios niveles, que otorgan al templo un cierto aspecto palaciego, acentuado por el mirador de arcos de medio punto. En esta fachada, y resolviendo la pendiente topográfica del terreno, se dispone un espacio ajardinado que hace las veces de antesala de la portada. A consecuencia de un derribo acontecido en 1881, en la década de 1960 se llevaron a cabo importantes obras en esta fachada, entre las que cabe destacar la reconstrucción de la denominada Puerta de la Umbría, la cual se resuelve, con gran sencillez, mediante un arco de medio punto enmarcada en un sencillo dintel y sobre la cual se abre una hornacina vacía. Se añadió entonces la sencilla espadaña que desentona respecto al resto del conjunto. Toda la fachada norte queda cerrada y separada del espacio urbano que la circunda por un pretil con reja.